# Campeonato de Fórmula Truck de 2009
O Campeonato de Fórmula Truck de 2009 foi a décima-quarta edição do evento, sob regime da Fórmula Truck.
O campeão foi o piloto Felipe Giaffone. Entre as marcas, a Volkswagen foi a campeã. O vice-campeonato foi conquistado por Valmir Benavides.

## Calendário
|    | Data           | Estado            | Cidade            | Circuito                                     | Horário |
| -- | -------------- | ----------------- | ----------------- | -------------------------------------------- | ------- |
| 1  | 8 de março     | Rio Grande do Sul | Guaporé           | Autódromo Internacional de Guaporé           | 13:00h  |
| 2  | 26 de abril    | Ceará             | Eusébio           | Autódromo Internacional Virgílio Távora      | 13:00h  |
| 3  | 17 de maio     | Pernambuco        | Caruaru           | Autódromo Internacional Ayrton Senna         | 13:00h  |
| 4  | 14 de junho    | Goiás             | Goiânia           | Autódromo Internacional de Goiânia           | 13:00h  |
| 5  | 19 de julho    | São Paulo         | São Paulo         | Autódromo de Interlagos                      | 14:00h  |
| 6  | 16 de agosto   | Paraná            | Londrina          | Autódromo Internacional Ayrton Senna         | 13:00h  |
| 7  | 20 de setembro | Argentina         | Buenos Aires      | Autódromo Oscar Alfredo Gálvez               | 13:00h  |
| 8  | 25 de outubro  | Rio Grande do Sul | Santa Cruz do Sul | Autódromo Internacional de Santa Cruz do Sul | 13:00h  |
| 9  | 15 de novembro | Paraná            | Curitiba          | Autódromo Internacional de Curitiba          | 13:00h  |
| 10 | 13 de dezembro | Distrito Federal  | Brasília          | Autódromo Internacional Nelson Piquet        | 13:00h  |

## Resultados

### Pilotos
| 1   | Felipe Giaffone           | RM Competições        | 1   | 4   | 1   | Ret | Ret | 1   | 1   | 4   | Ret | 4   | 169   |
| 2   | Valmir "Hisgué" Benavides | RM Competições        | 4   | 3   | 2   | 1   | 3   | 3   | 2   |     | 10  | Ret | 161   |
| 3   | Roberval Andrade          | RVR Motorsport        | 3   | DSQ | 10  | 9   | 1   | 2   | 11  | 1   |     | 1   | 159   |
| 4   | Wellington Cirino         | ABF Competições       | 14  | 2   | 4   | 14  | 2   |     |     | 2   | 1   |     | 141   |
| 5   | Geraldo Piquet            | ABF Competições       |     | 1   |     |     | Ret |     | 3   |     | 2   | 2   | 132   |
| 6   | Renato Martins            | RM Competições        | 2   |     | 3   |     |     |     |     |     |     |     | 97    |
| 7   | Beto Monteiro             | Scuderia IVECO        |     |     |     |     |     |     |     | 3   | 3   |     | 77    |
| 8   | Djalma Fogaça             | DF Motorsport         |     |     |     | 3   |     |     |     |     |     | 3   | 71    |
| 9   | Vignaldo Fizio            | ABF Competições       |     |     |     | Ret |     |     |     |     |     |     | 67    |
| 10  | Fred Marinelli            | Marinelli Competições | NP  |     |     |     |     |     |     |     |     |     | 65    |
| 11  | Fabiano Brito             | ABF Volvo             | Ret |     |     |     |     |     |     |     |     |     | 61    |
| 12  | Danilo Dirani             | ABF Volvo             |     | Ret |     | 2   |     |     |     |     |     |     | 46    |
| 13  | Adilson Cajuru            | Scuderia IVECO        |     | Ret |     |     |     |     |     |     |     |     | 36    |
| 14  | Débora Rodrigues          | RM Competições        |     | Ret |     |     |     |     |     |     |     |     | 33    |
| 15  | João Marcos Maistro       | Clay Truck Racing     |     |     |     |     |     |     |     |     |     |     | 31    |
| 16  | Adalberto Jardim          | Terram Racing         | NP  | NP  |     |     |     |     |     |     |     |     | 28    |
| 17  | Pedro Muffato             | MP Competições        |     |     |     |     |     |     |     |     |     |     | 23    |
| 18  | Zé Maria Reis             | Original Peças        |     | DSQ |     |     |     |     |     |     |     |     | 21    |
| 19  | Leandro Reis              | Original Peças        | Ret | DSQ | Ret | 4   |     |     |     |     |     |     | 20    |
| 20  | José Cangueiro            | Mercalf Competições   |     |     |     |     |     |     |     |     |     |     | 19    |
| Pos | Piloto                    | Carro                 | GUA | FOR | CAR | GOI | SAO | LON | ARG | SCZ | CUR | BSB | Total |

| Cor      | Resultado            |
| -------- | -------------------- |
| Ouro     | Vencedor             |
| Prata    | 2º lugar             |
| Bronze   | 3º lugar             |
| Verde    | Terminou, nos pontos |
| Azul     | Terminou, sem pontos |
| Púrpura  | Retirou-se (Ret)     |
| Vermelho | Não qualificado (NQ) |
| Preto    | Desqualificado (DSQ) |
| Branco   | Não largou (NL)      |
| Sem cor  | Não participou (NP)  |
| Sem cor  | Lesionado (Les)      |
| Sem cor  | Excluído (EX)        |